# Euricrium antennarium
Euricrium antennarium är en tvåvingeart som beskrevs av Franz Lengersdorf 1926. Euricrium antennarium ingår i släktet Euricrium och familjen sorgmyggor. Inga underarter finns listade i Catalogue of Life.